# Museo alsaciano
El Museo Alsaciano (Musée alsacien en francés), es un museo de artes y tradiciones populares de Estrasburgo. En él se recoge el testimonio de la vida tradicional alsaciana de los siglos XVIII y XIX: trajes, hábitat, mobiliario, cerámica, juguetes, imaginería religiosa, artesanía y reconstituciones de interiores. El museo es igualmente depositario desde su origen de una importante colección confiada por la Société d’Histoire des Israélites d’Alsace et de Lorraine que muestra el patrimonio cultural de los judíos de Alsacia.
Está situado entre los números 23-25 de la Quai Saint-Nicolas, en las proximidades de la Place Corbeau, en un antiguo edificio de estilo renacentista considerado monumento histórico.

## Historia
El 3 de noviembre de 1902, en el estudio de Alfred Ritleng en Estrasburgo, tuvo lugar la asamblea general fundadora y se leyó el acta de constitución de la sociedad del futuro museo. Entre los fundadores se encontraban el doctor Pierre Bucher, Ferdinand et Léon Dollinger, Anselme Laugel, Gustave Stoskopf, Fritz Kiener, el arqueólogo Robert Forrer y el doctor Auguste Kassel. El artista Charles Spindler, ausente durante la reunión, ofreció a la sociedad en formación un conjunto de acuarelas, los originales de las planchas que ilustraban la obra Costumes et Coutumes d'Alsace publicada en 1902 con Anselme Laugel. Estas fueron las primeras adquisiciones del Museo Alsaciano. Georges Ritleng, director de la Escuela de Artes Decorativas de Estrasburgo fue nombrado presidente honorífico. La sociedad del museo, salida del comité de redacción de la Revue Alsacienne Illustrée, poseía en 1907 un capital de 50.000 francos y la propiedad de un immueble situado en el número 23 de la Quai Saint-Nicolas. El museo abrió finalmente sus puertas el 11 de mayo de 1907.
Durante la Primera Guerra Mundial, considerado demasiado francófilo por las autoridades alemanas, la sociedad del museo fue liquidada solo diez años después de su abertura.
En 1917 el museo fue readquirido por la ciudad de Estrasburgo, enriqueciéndose con la compra de dos immuebles intermedios y la integración en la red de museos municipales.
Entre 1969 y 1985, el conservador Georges Klein organizó la colección y presentó las primeras exposiciones temáticas. Dirigió así mismo la extensión del museo hacia los dos inmuebles vecinos (los números 24 y 25 de la Quai Saint-Nicolas) y el acondicionamiento de las nuevas salas de exposición permanente. Bajo su impulsión y la de su sucesora Malou Schneider, el Museo Alsaciano se convierte en uno de los museos de artes y tradiciones populares de Francia más importantes.
Hasta la apertura del museo dedicado a Jean-Frédéric Oberlin en Waldersbach, dos salas del tercer piso del museo estuvieron consacrados a la figura de este pastor y pedagogo.
Tras la celebración de su centenario en 2007, se llevaron a cabo una serie de trabajos de acondicionamiento para adaptarlo a las normas de seguridad y se volvió a abrir al público el 15 de octubre de 2008.

## Colecciones
El museo cuenta con una exposición permanente de 5000 objetos que pueden clasificarse en tres grandes temas:

### Vida doméstica en Alsacia
La disposición interior, el mobiliario y los objetos del hogar se evocan a través de la recreación de las principales habitaciones de la casa tradicional alsaciana. Profusamente decorados, el mobiliario y los utensilios ofrecen una visión variada del arte popular alsaciano. Las flores y la granada simbolizan la prosperidad y la fecundidad, mientras que el corazón y los pájaros representan el amor conyugal y la fidelidad.
La arquitectura tradicional alsaciana está representada a través las llamadas "maisons à colombages". Este tipo de casa se construía con los materiales disponibles en esta zona como la madera o el grés. El elemento más característico es el armazón de madera compuesto por vigas horizontales y verticales reforzadas con otras oblicuas. El "torchis" (mezcla de loess, arena, paja y agua) se utilizaba para formar los paneles que a veces se decoraban con distintos motivos e inscripciones protectoras.
La llamada "gross Stub" era antiguamente la única habitación de la casa que se calentaba. Ésta hacía las funciones al mismo tiempo de sala de estar, comedor y habitación de los padres y del recién nacido.
La estufa que se utilizaba para calentar la Stub se alimentaba desde la cocina y el humo se evacuaba por un tubo que conectaba con la campana de la cocina para poder por ejemplo ahumar la carne de cerdo suspendida.

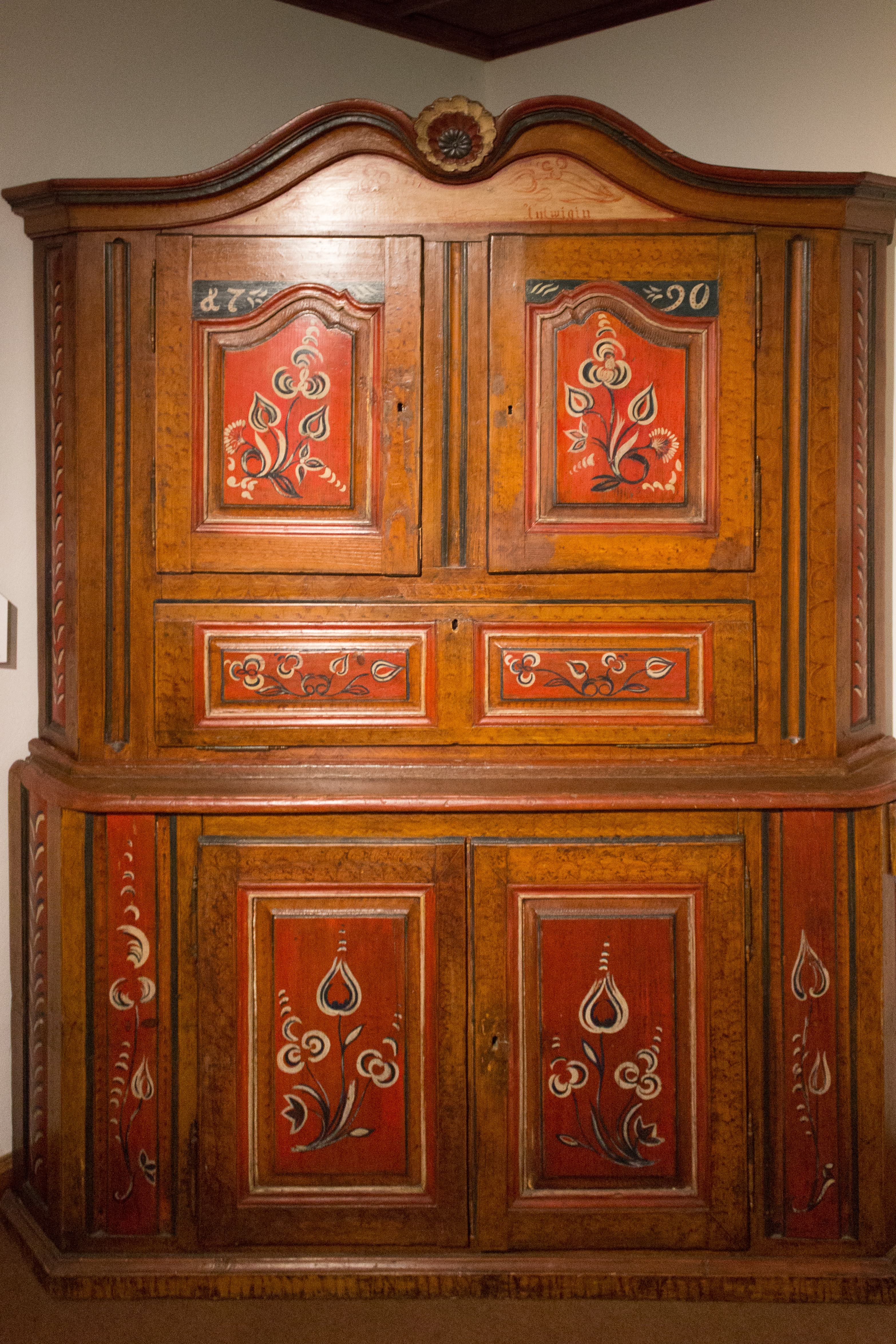
Armario policromado
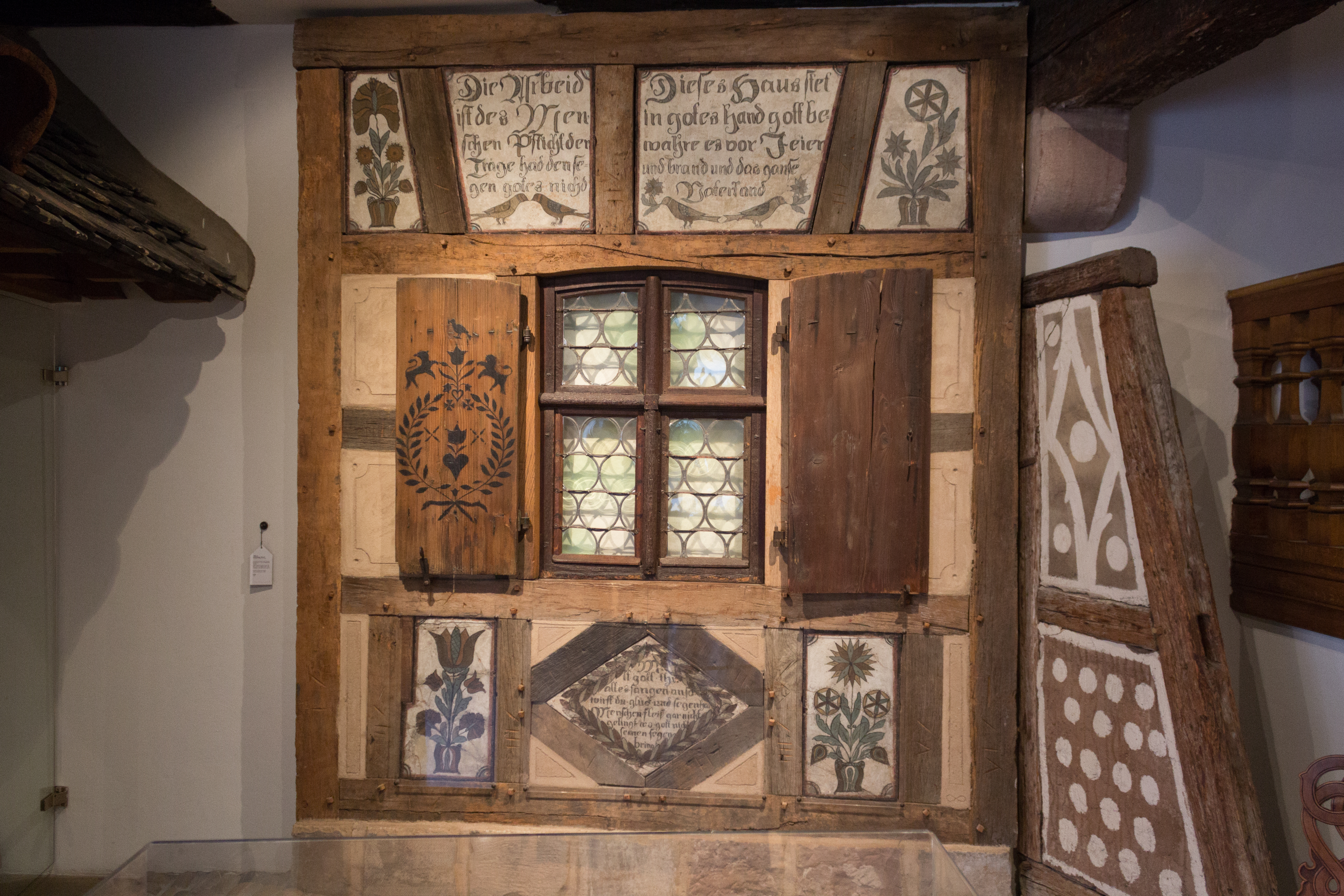
Trozo de pared reconstituida de una granja de Issenhausen
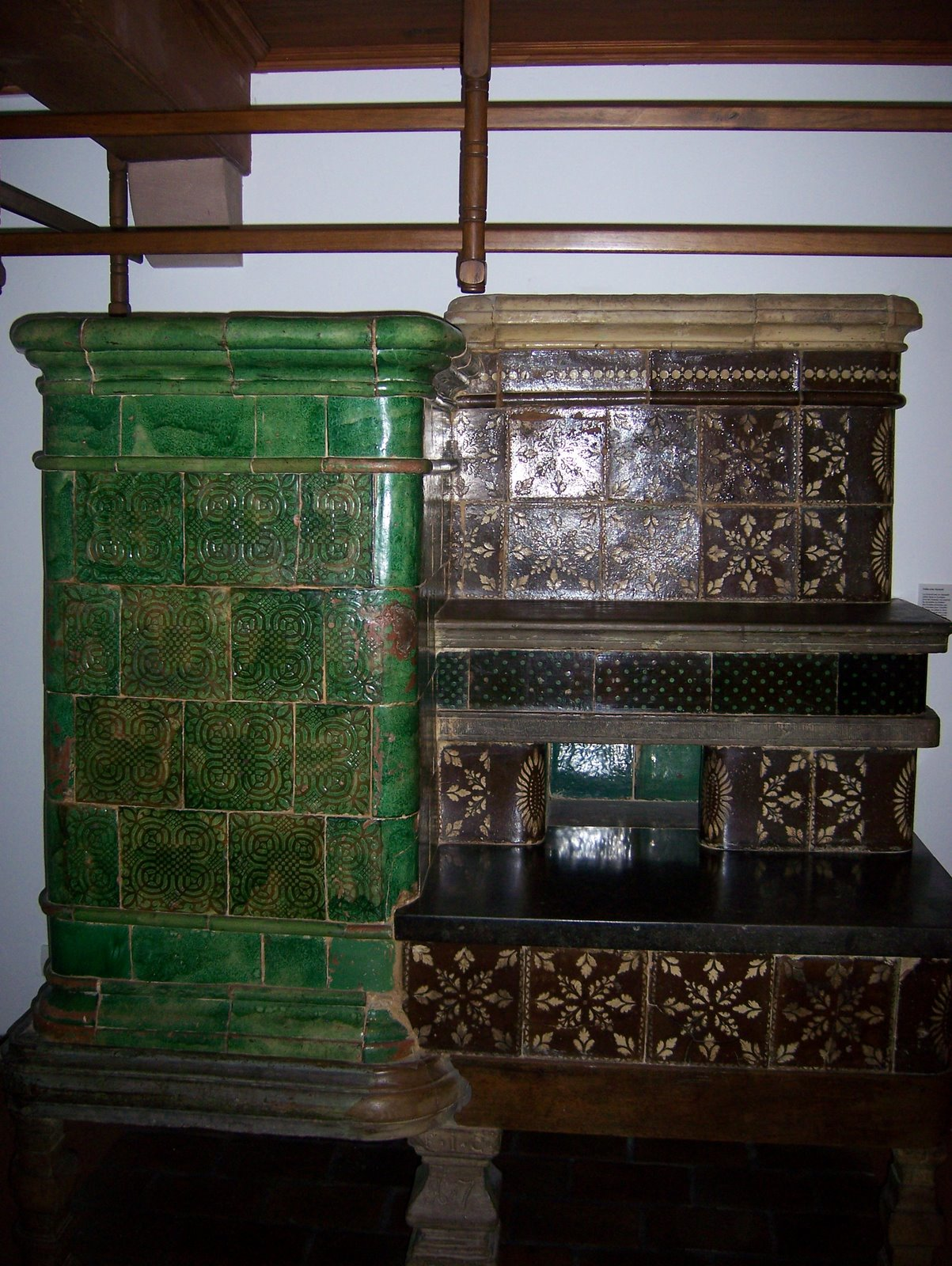
Estufa de loza

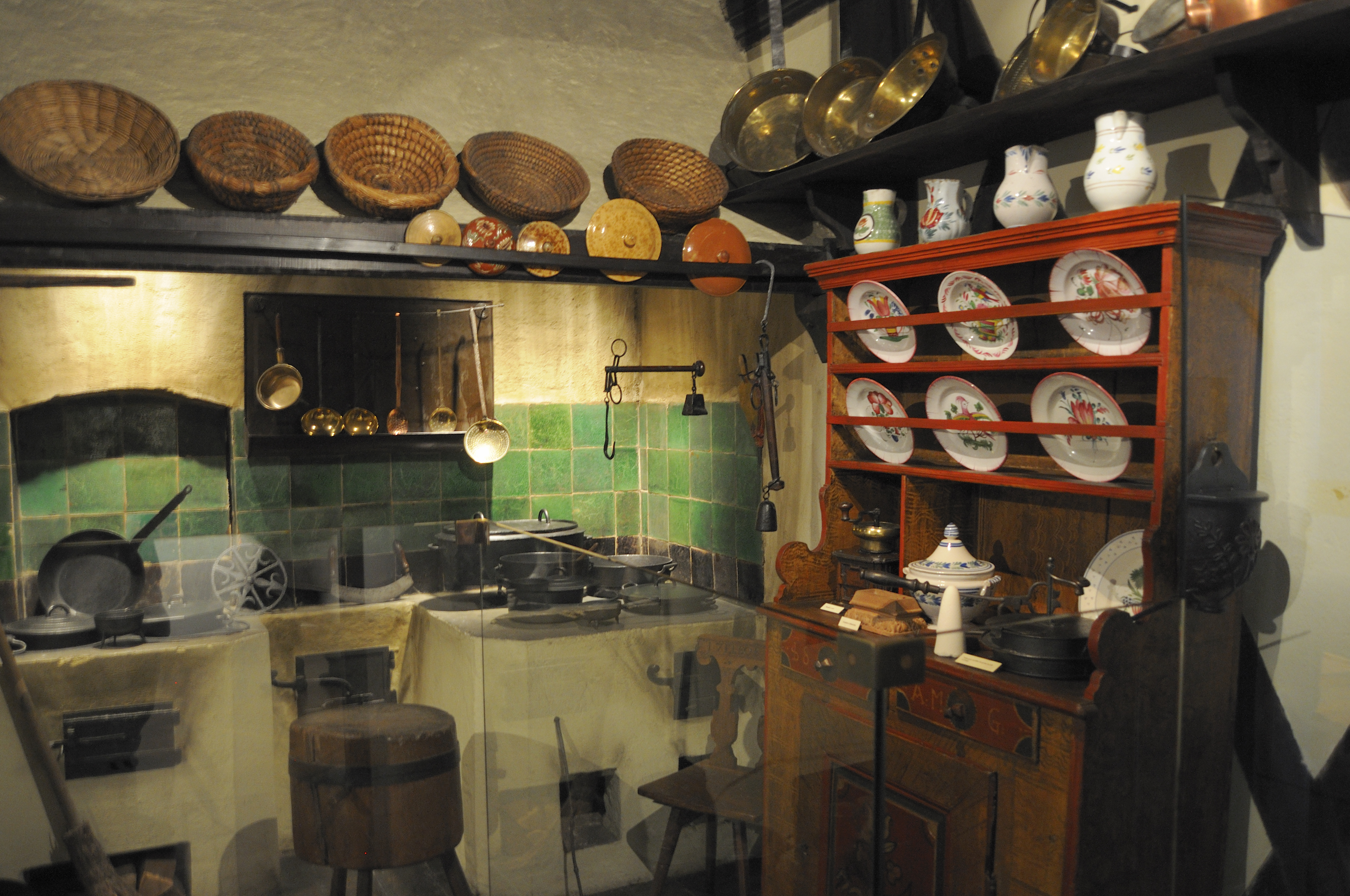
Cocina campesina
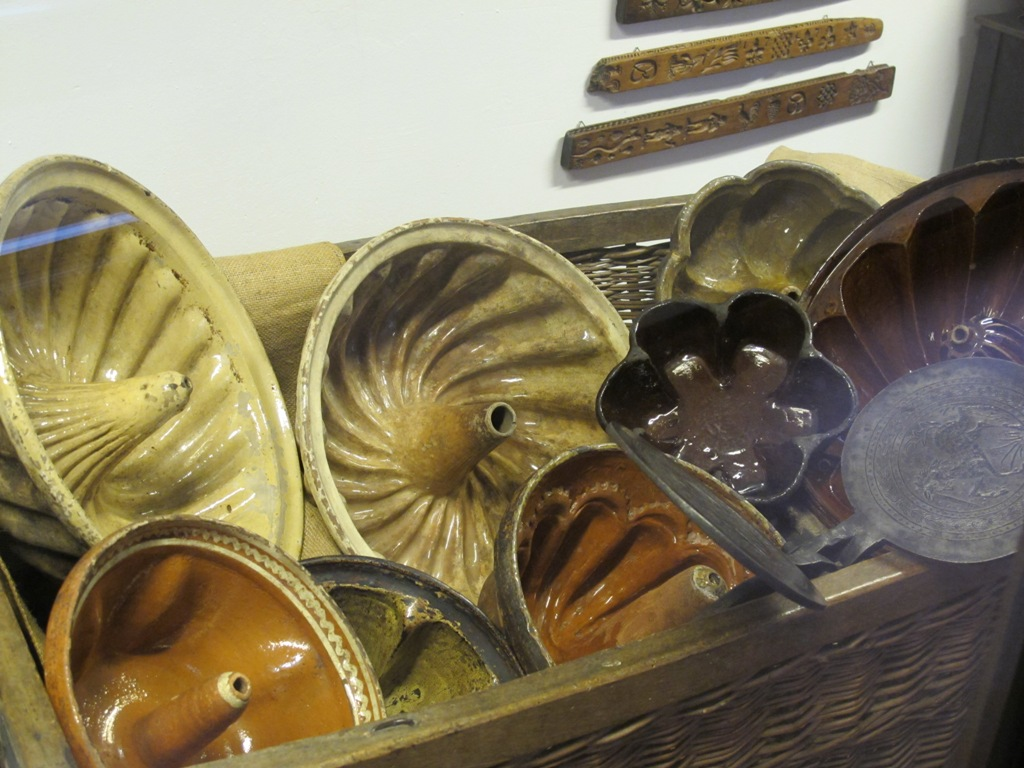
Moldes de kougelhopf
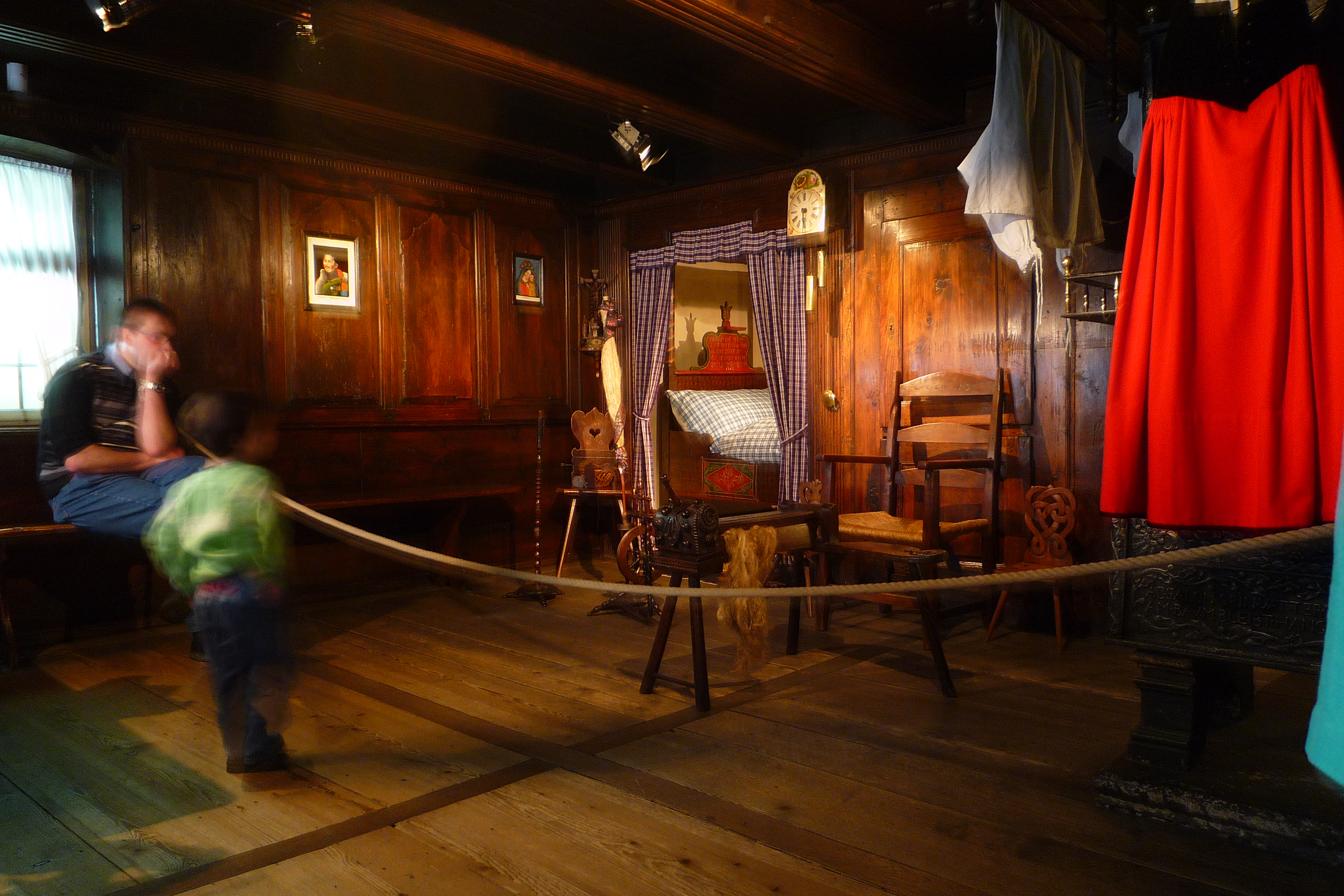
Reconstrucción de una Stub campesina

### Individuo y sociedad
Las etapas de la vida de los alsacianos antiguamente se representan en el segundo piso del museo. El nacimiento, la comunión, la confirmación, el matrimonio y la muerte se abordan según las tradiciones católicas, protestantes y judías. Los recuerdos elaborados para estos rituales atestiguan los cambios producidos en el estatus social de los individuos a lo largo de sus vidas.
Además, estos documentos atestiguan los cambios de nacionalidad de los alsacianos. Antes de 1918, el hecho de hablar el dialecto regional y de escribir en alemán era la norma para muchos. Solo a partir del final de la Primera Guerra Mundial y sobre todo de la Segunda esto será considerado como un característica del enemigo.
La convivencia de católicos, protestantes y judíos en Alsacia se evoca a través las ricas colecciones de objetos religiosos.
En la sala de trajes se presenta la diversidad de vestidos tradicionales, principalmente femeninos, cuyos atributos permitían conocer el pueblo de origen, el estado civil y la religión de la mujer a primera vista. El famoso tocado aumentó progresivamente su tamaño a partir del siglo XX y desapareció poco a poco a partir de los años 50 debido a la urbanización y a la evolución de la moda.

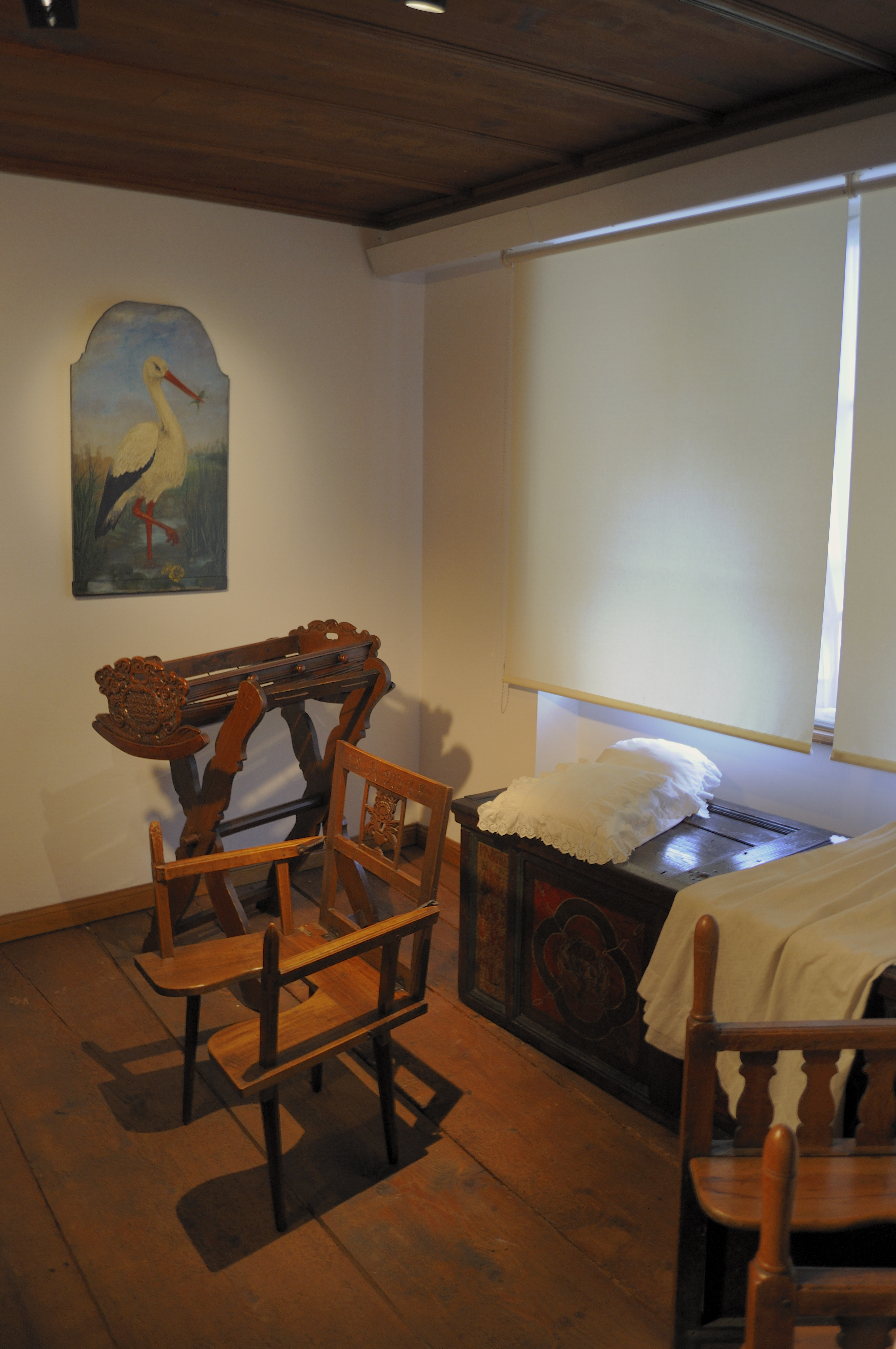
Silla de parto y cuna
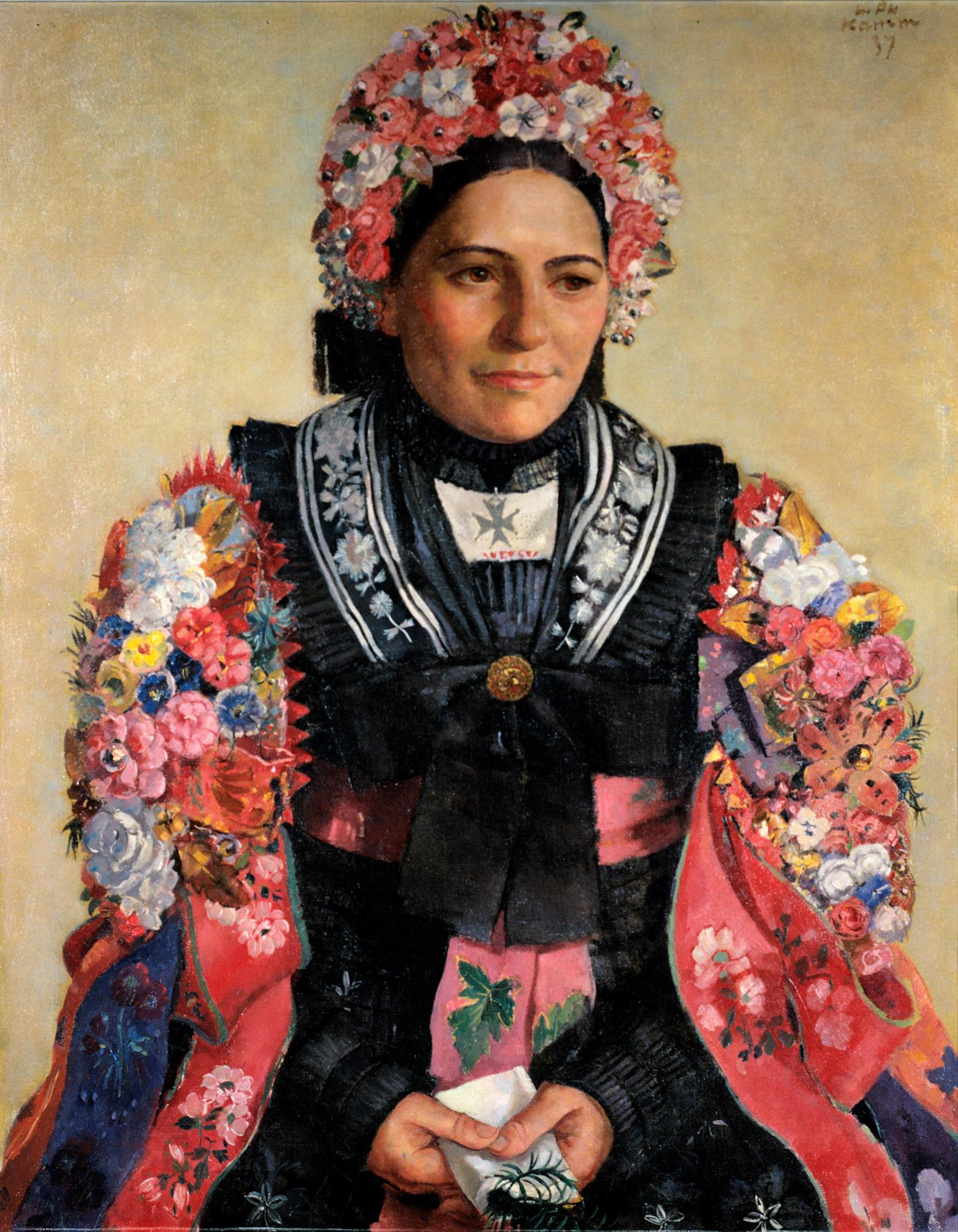
Novia de Oberseebach con traje tradicional
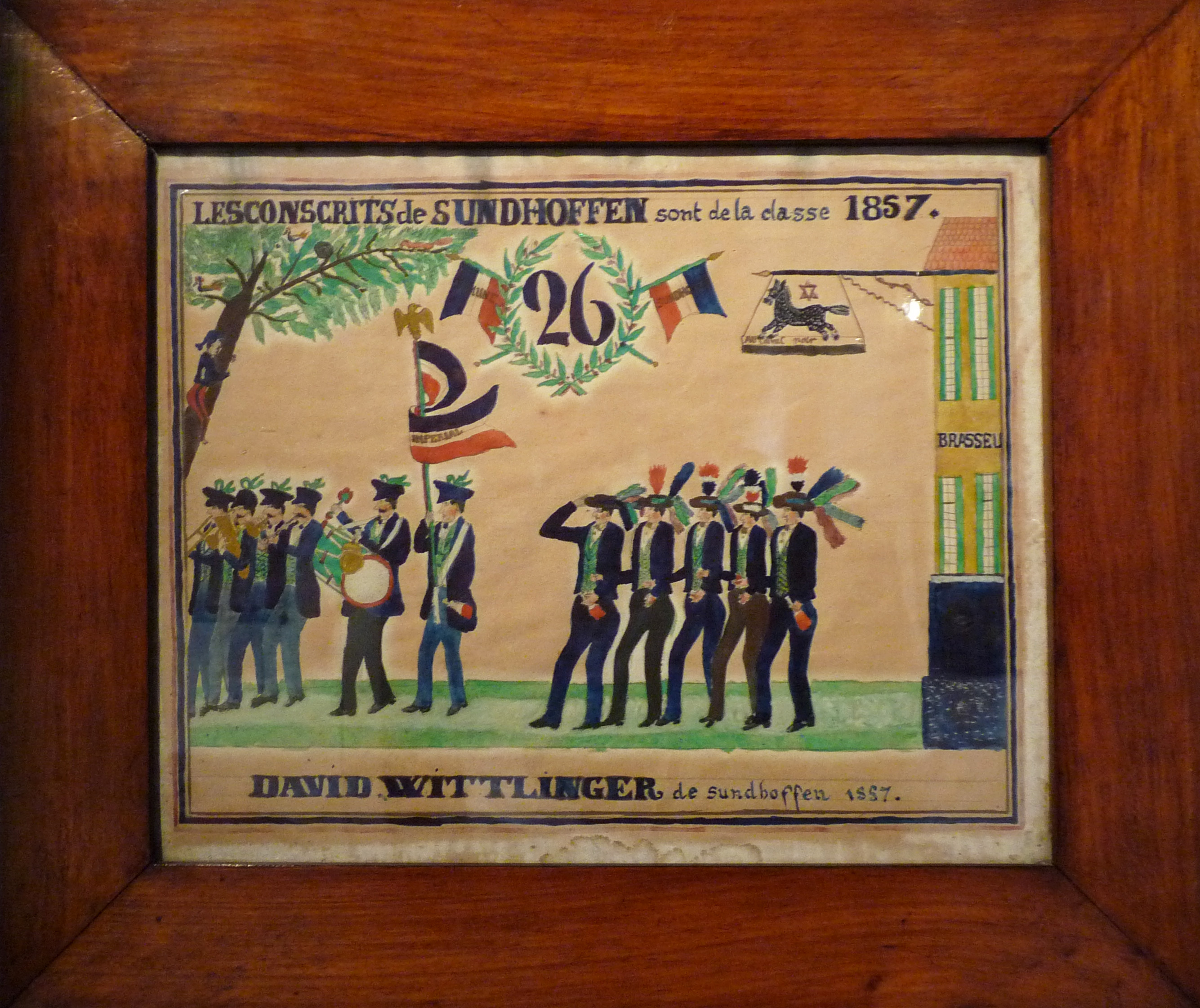
Recuerdo de las quintas

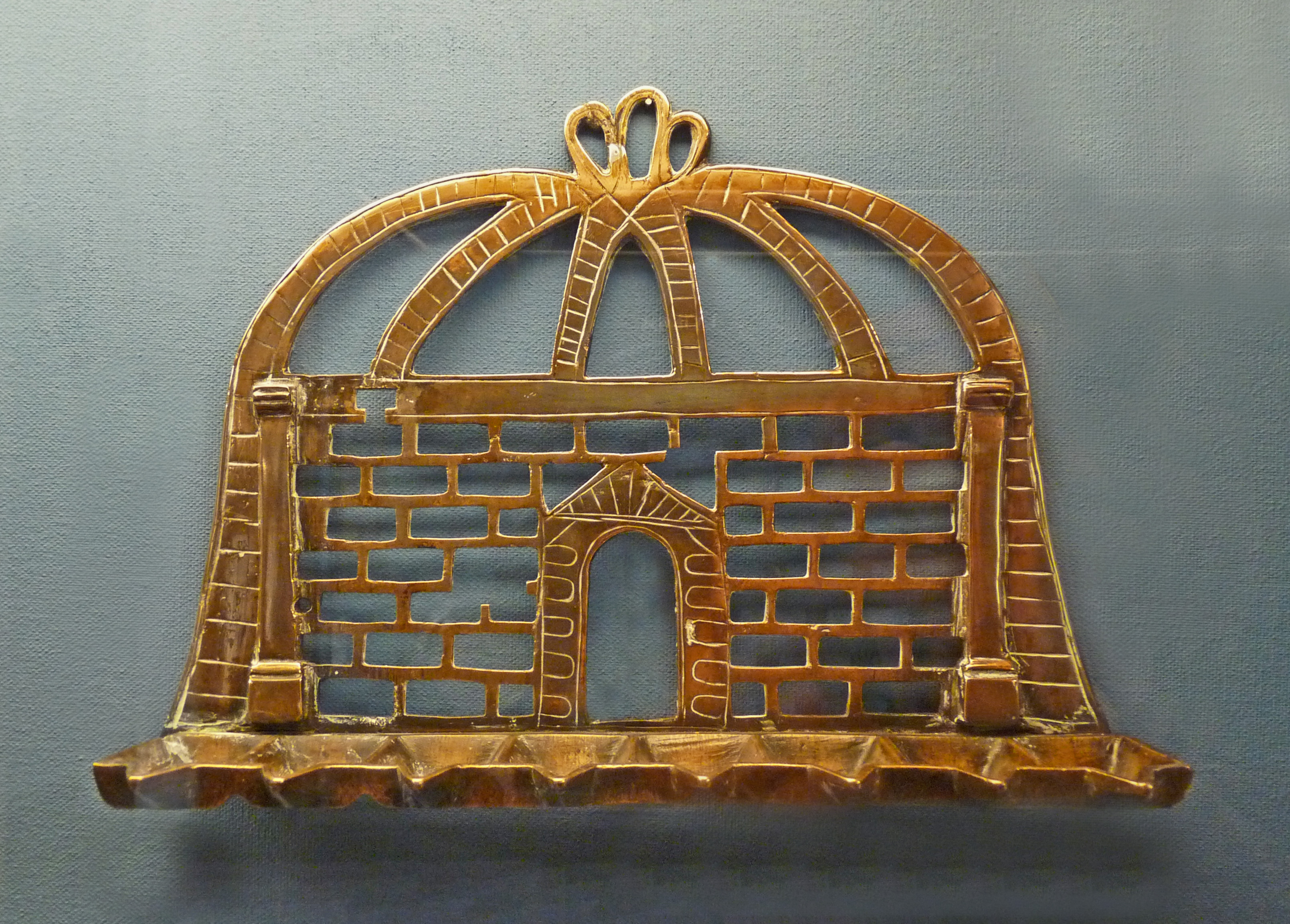
Lámpara de Janucá
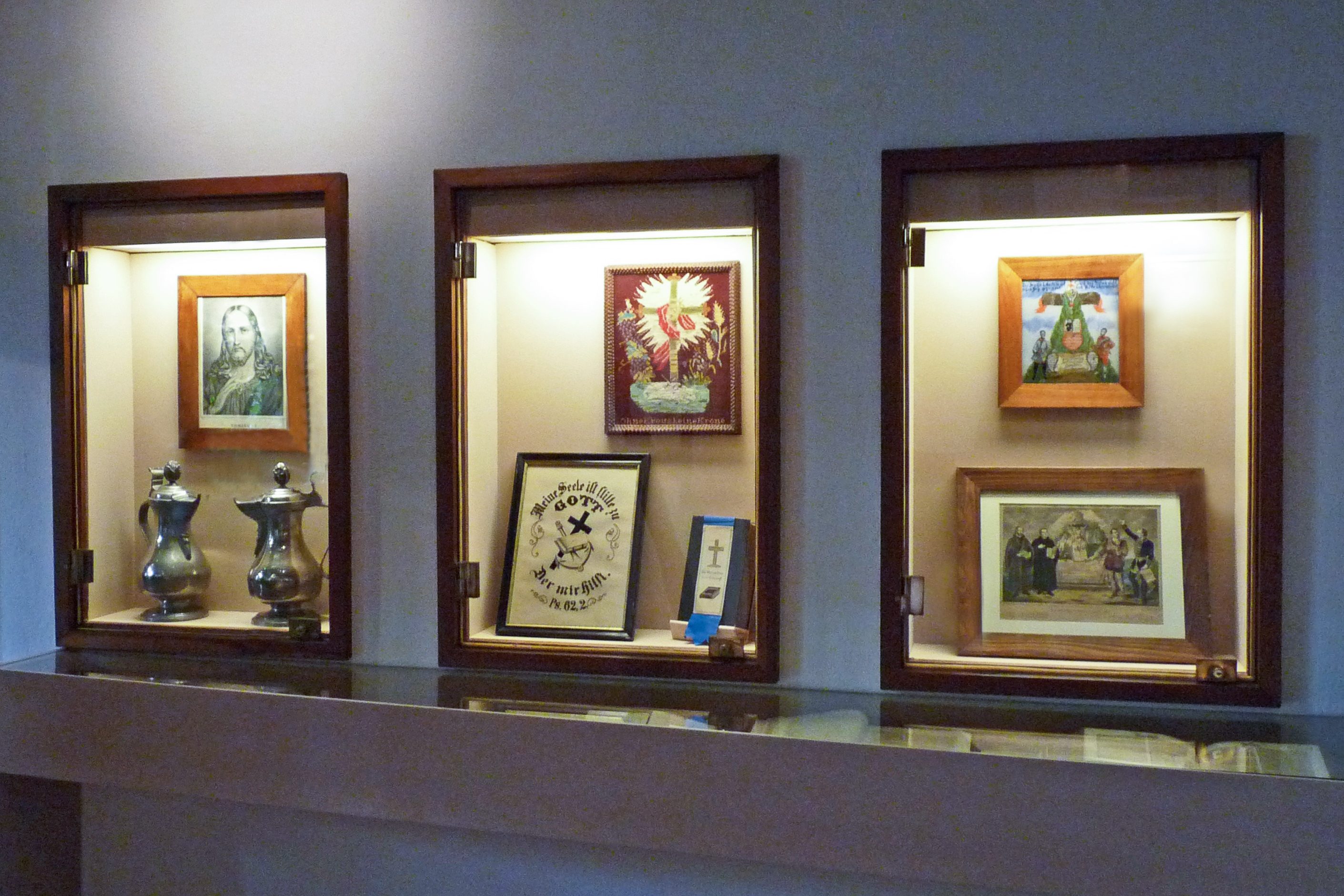
Objetos de culto protestante
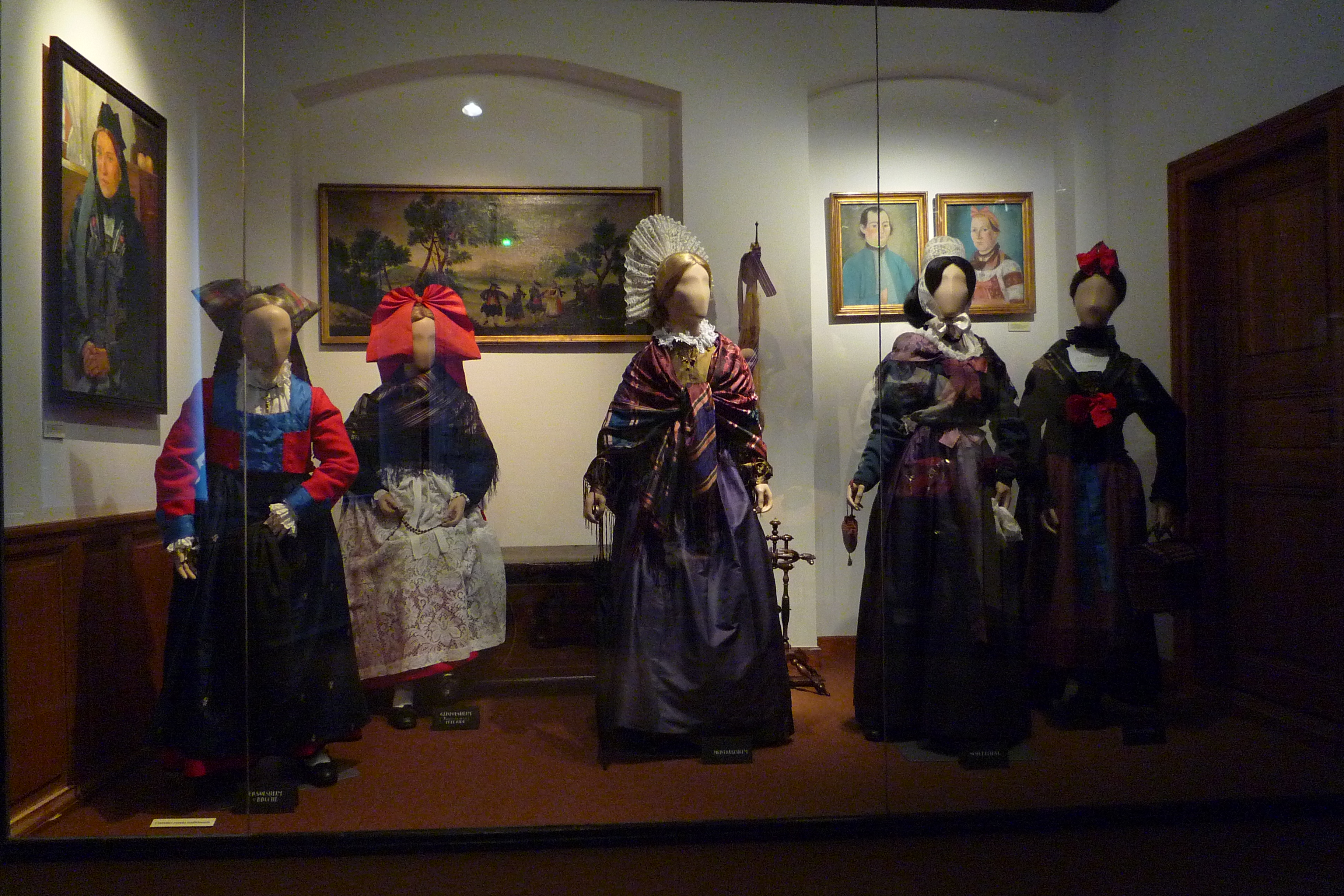
Colección de vestidos tradicionales

### Juguetes y juegos
Una importante colección de juguetes procedentes sobre todo de los centros urbanos nos permite apreciar la dimensión pedagógica del juego. Influenciadas por los estereotipos de género, las casas de muñecas tenían por objetivo familiarizar a las niñas con las tareas y la gestión del hogar. Por su parte, los chicos aprendían a luchar desplazando sus soldaditos o bien se preparaban para desempeñar un oficio jugando con granjas en miniatura, trenes eléctricos, etc. 
Determinados juguetes solo podían ser manipulados por los niños durante las vacaciones. Los juguetes ópticos como la linterna mágica se regalaban en general a los chicos pero eran manipulados por los adultos debido a su fragilidad. 
La industria del juguete empezó a desarrollarse principalmente en Alemania a partir de 1830. La sucesión de juguetes fabricados en Alemania y posteriormente en Francia atestiguan los cambios de nacionalidad que ha vivido la región.

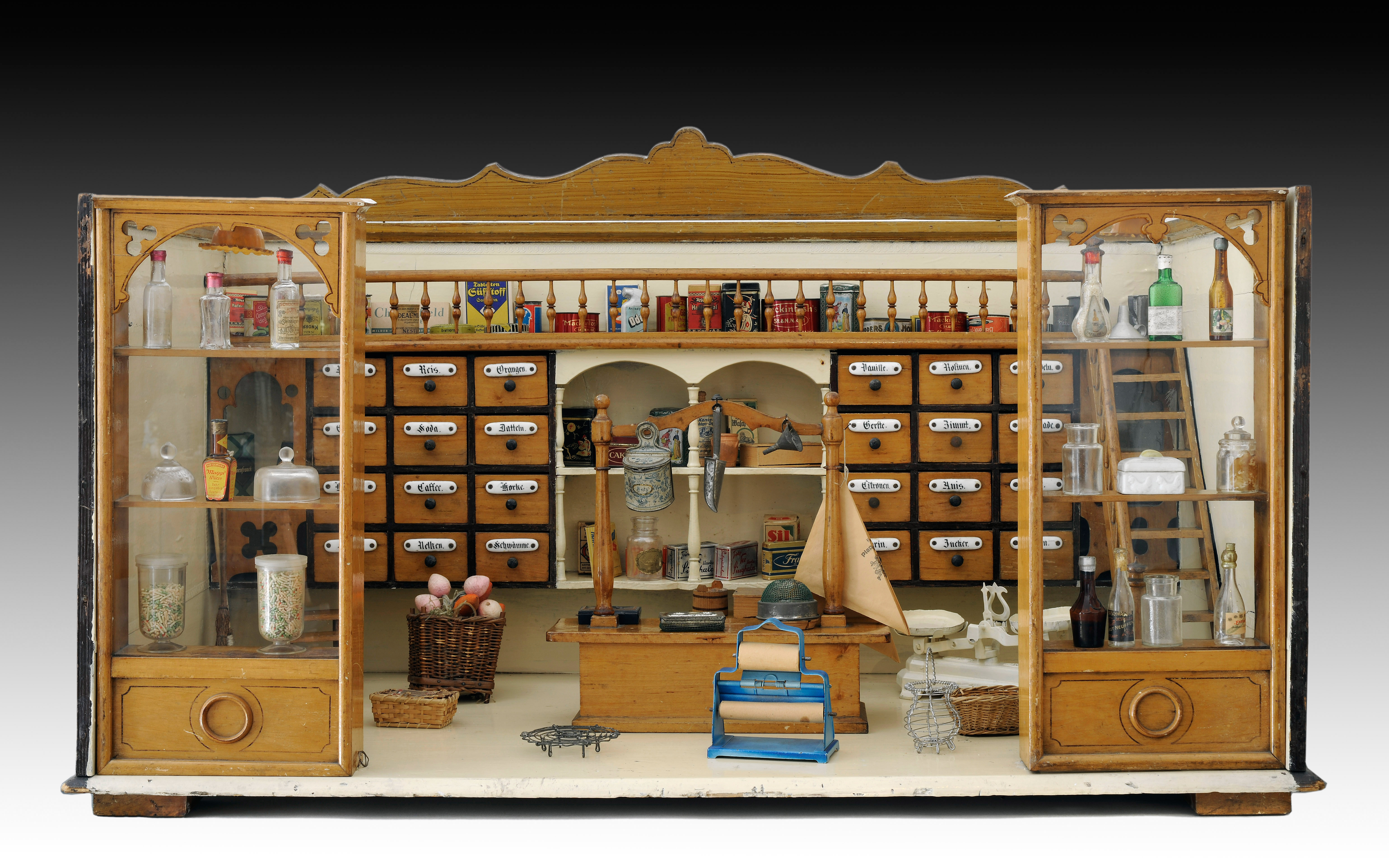
Tienda de ultramarinos de juguete
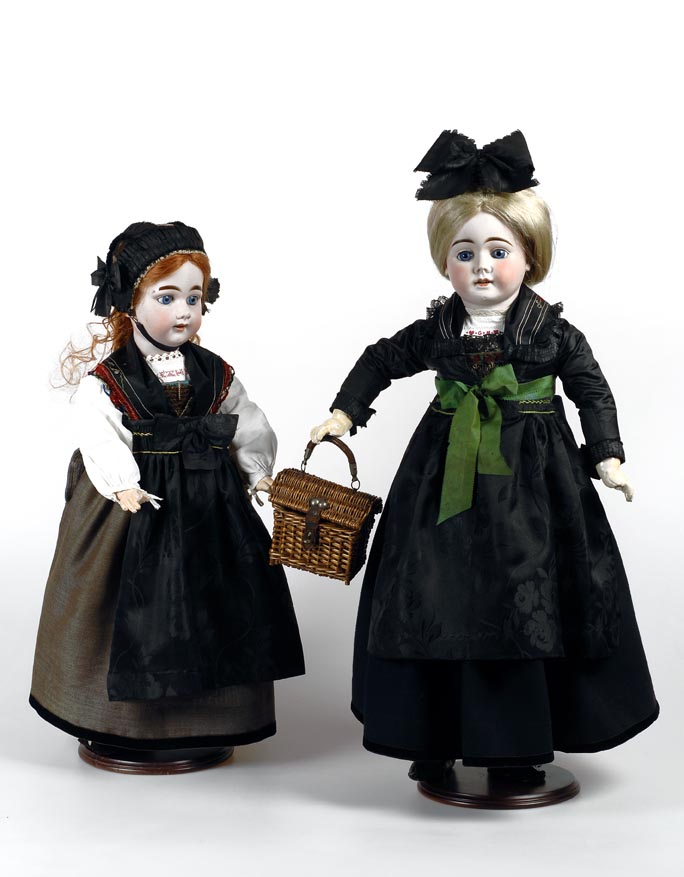
Dos muñecas con vestido tradicional
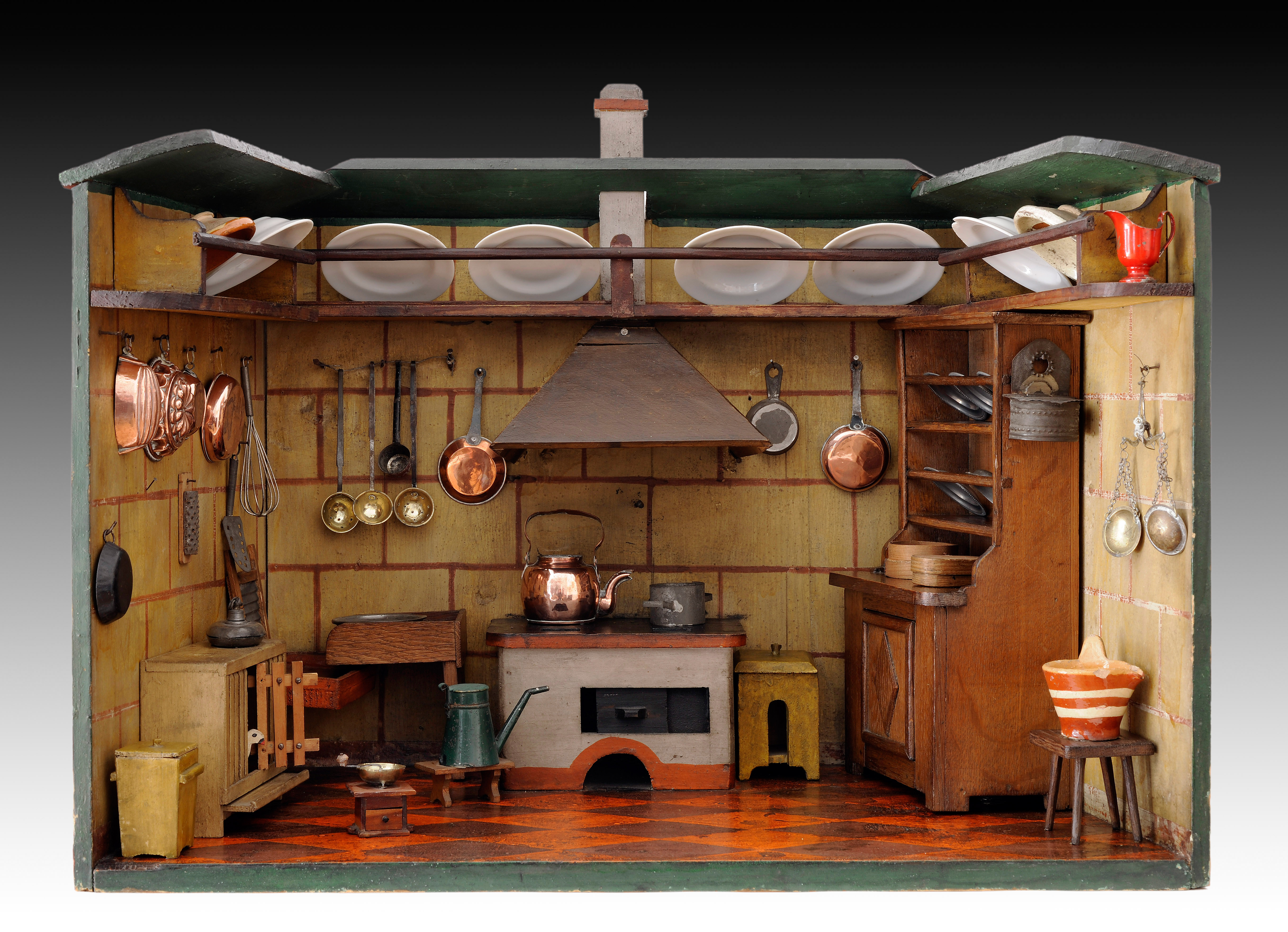
Cocinita de juguete
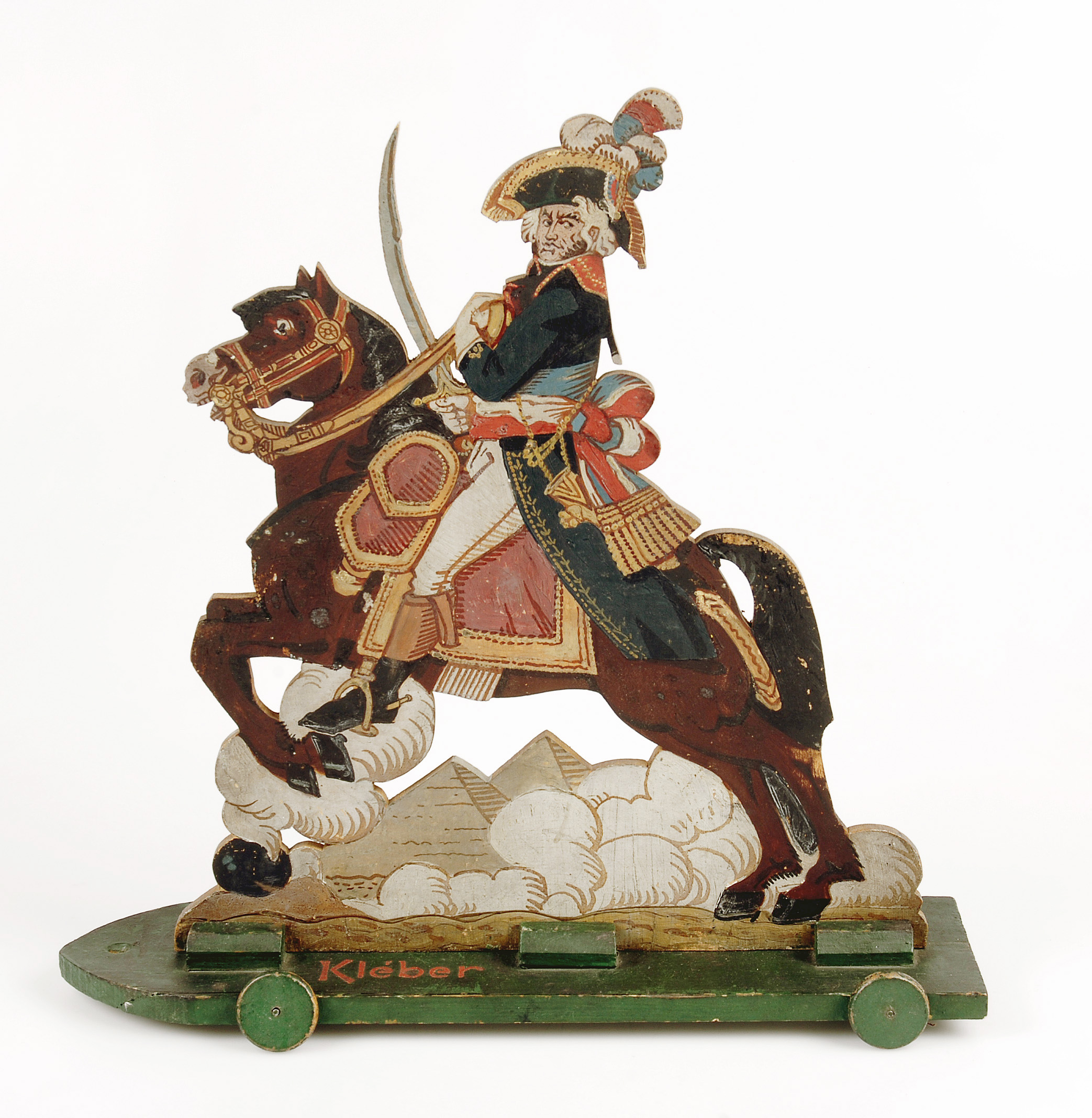
General Kléber con ruedines
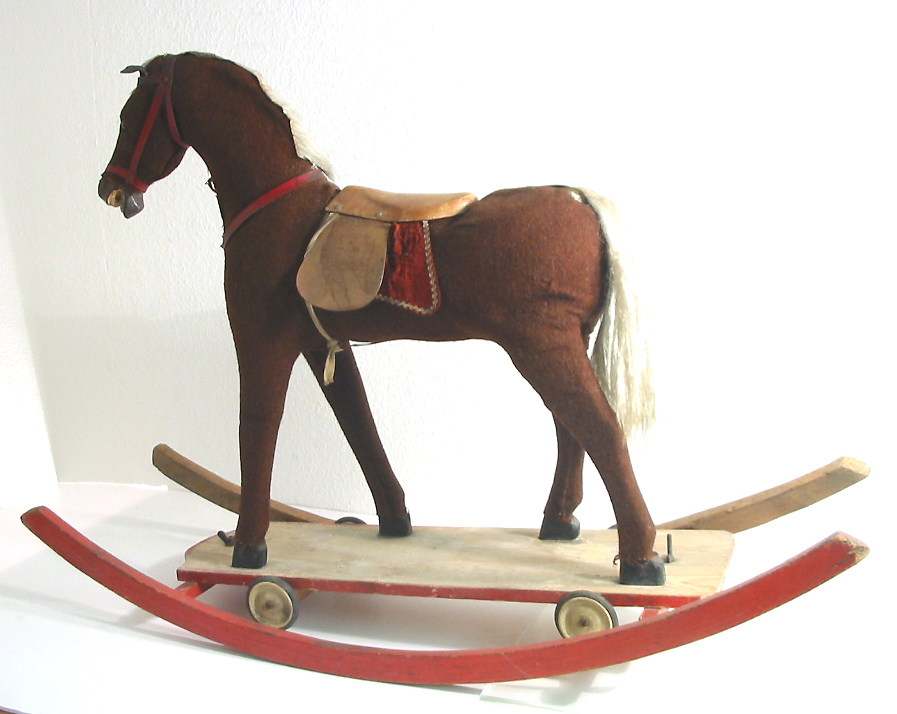
Caballito balancín

### Producciones
Las últimas salas del museo están dedicadas a los saberes tradicionales alsacianos: la viticultura y la producción de queso en el Valle de Munster.
La cultura del viñedo se introdujo en Alsacia gracias a los romanos. Desde entonces, constituye una de las riquezas de la región. Las siete cepas de Alsacia (Sylvaner, Pinot Blanc, Riesling, Muscat, Pinot Gris, Gewurztraminer et Pinot Noir) son las que dan el nombre a sus vinos. Las decoraciones de los toneles que se encuentran en el Museo Alsaciano recuerdan los mitos greco-romanos como la figura de Dionisos-Baco o las sirenas. 
La producción de queso Munster, cuyo nombre procede del alemán Melker, se evoca en el museo a través de la reconstitución de una granja de verano tradicional.

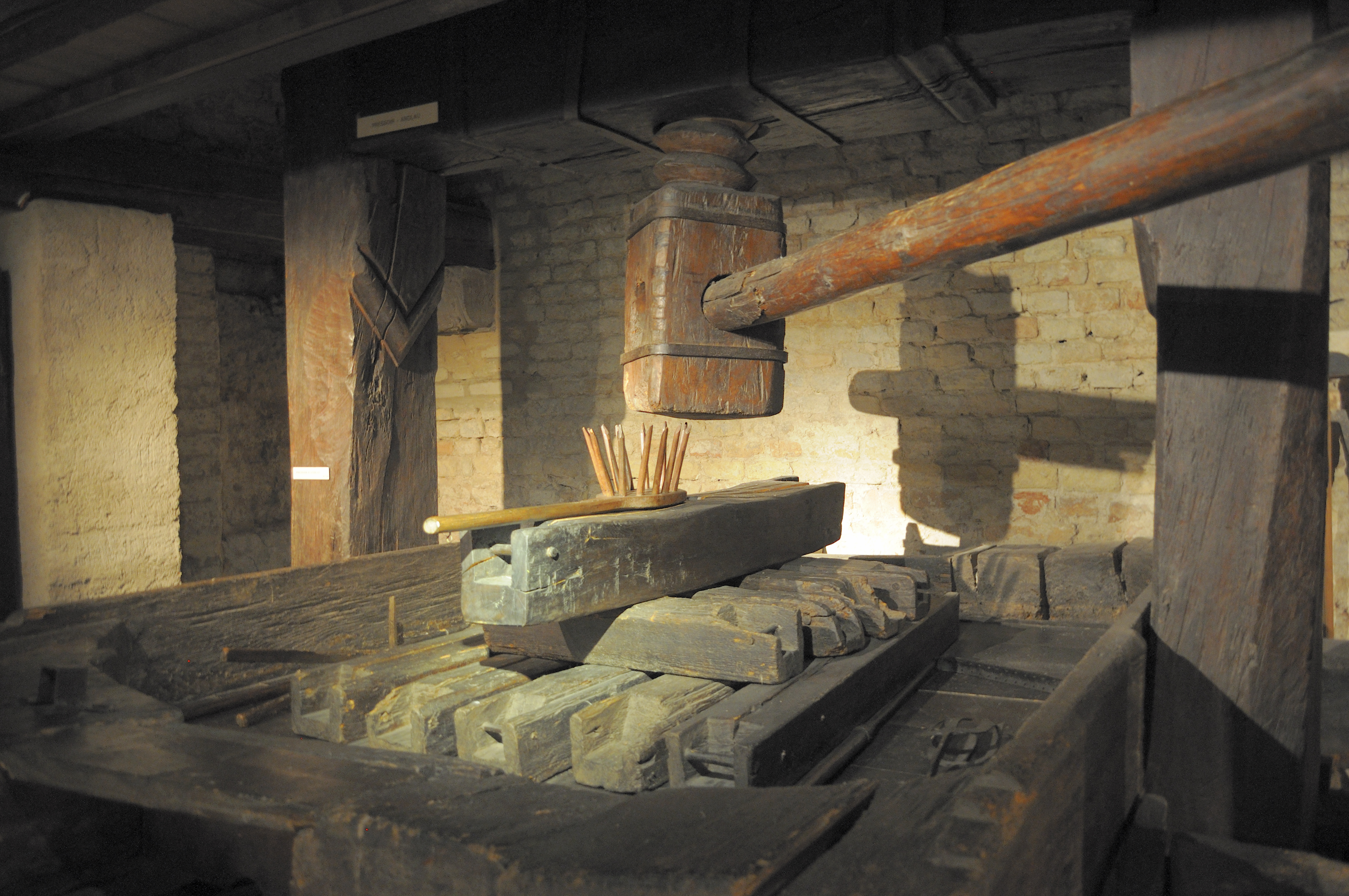
Prensa de vino
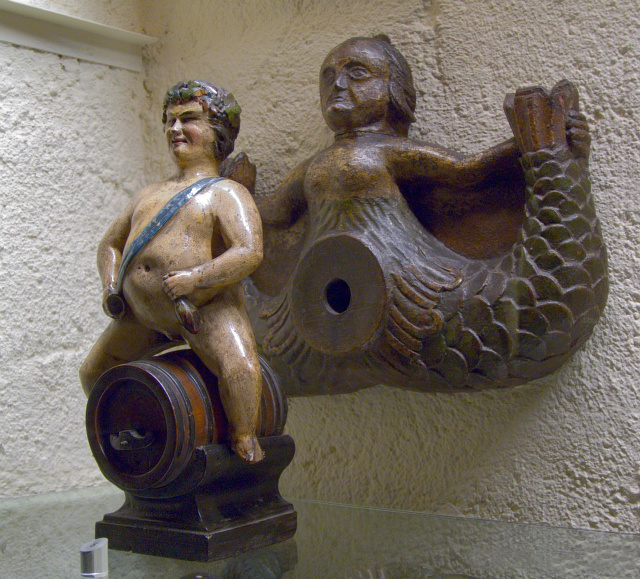
Baco y sirena
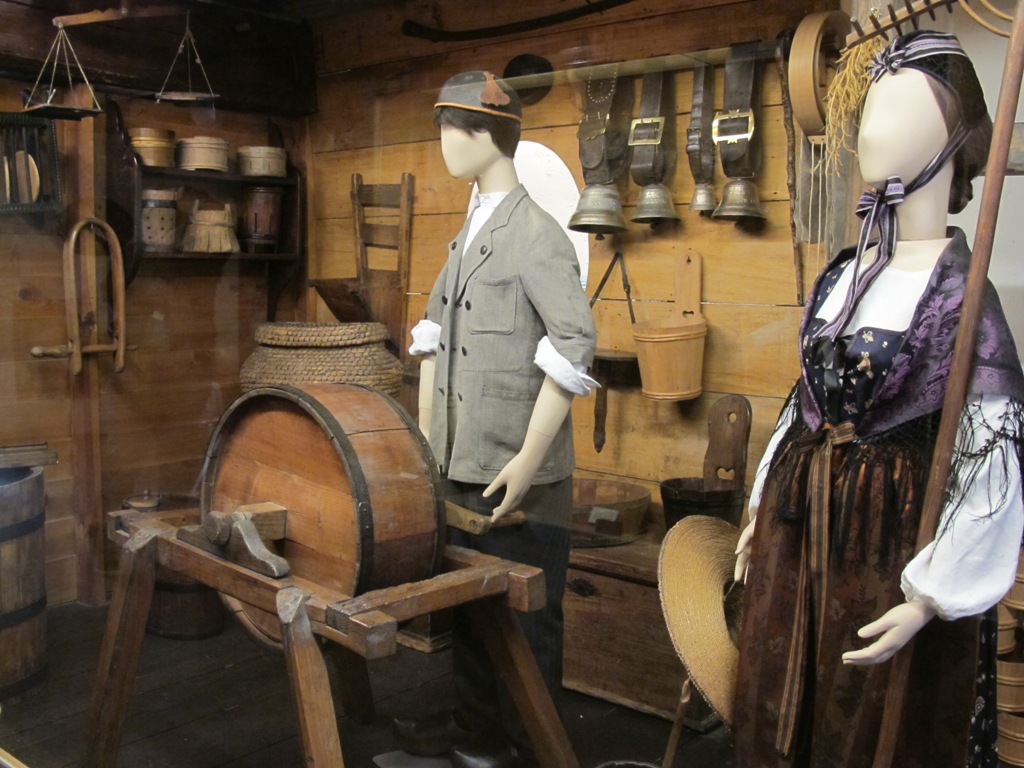
Productores de queso del valle de Munster

### Imaginería popular
La exposición "Mundos de papel. La imagineria popular de Wissembourg" tuvo lugar del 16 de octubre al 31 de enero de 2011 en la Galería Heitz del Palacio Rohan de Strasbourg. Esta exposición abordó la producción de uno de los principales centros de imprenta popular de Europa situado en Wissembourg, en el norte de Alsacia. Fundada en 1835 por Jean Frédéric Wentzel, experimentó una importante difusión gracias a la aparición de la litografía en el siglo XIX.
Abordar la historia de esta imprenta significa también abordar la historia de Alsacia. Las imágenes evocan la emergencia de las primeras manifestaciones de la cultura de masa y permiten apreciar los cambios de nacionalidad de los alsacianos y el bilingüismo como consecuencia de la anexión alemana en 1871.
Iconografía militar, maquetas para recortar, imágenes pedagógicas y sobre todo la imaginería religiosa cuya reputación es de sobra conocida, constatan la importancia de la imagen en la sociedad moderna.
Actualmente la mayoría de las imágenes se encuentran en reserva tras haber sido presentadas durante la exposición. A día de hoy todavía pueden consultarse en el catálogo editado a tal efecto.

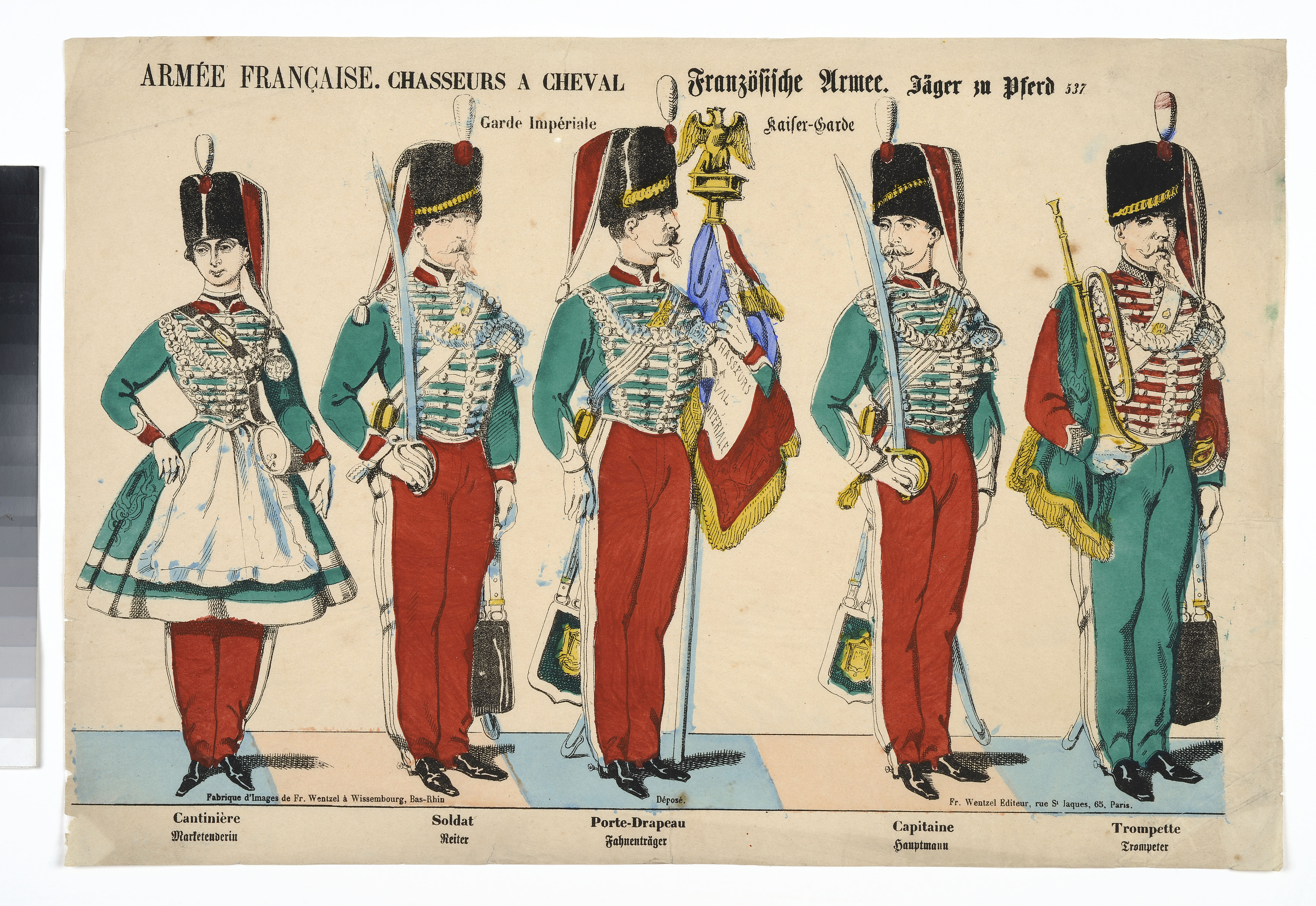
Soldaditos recortables
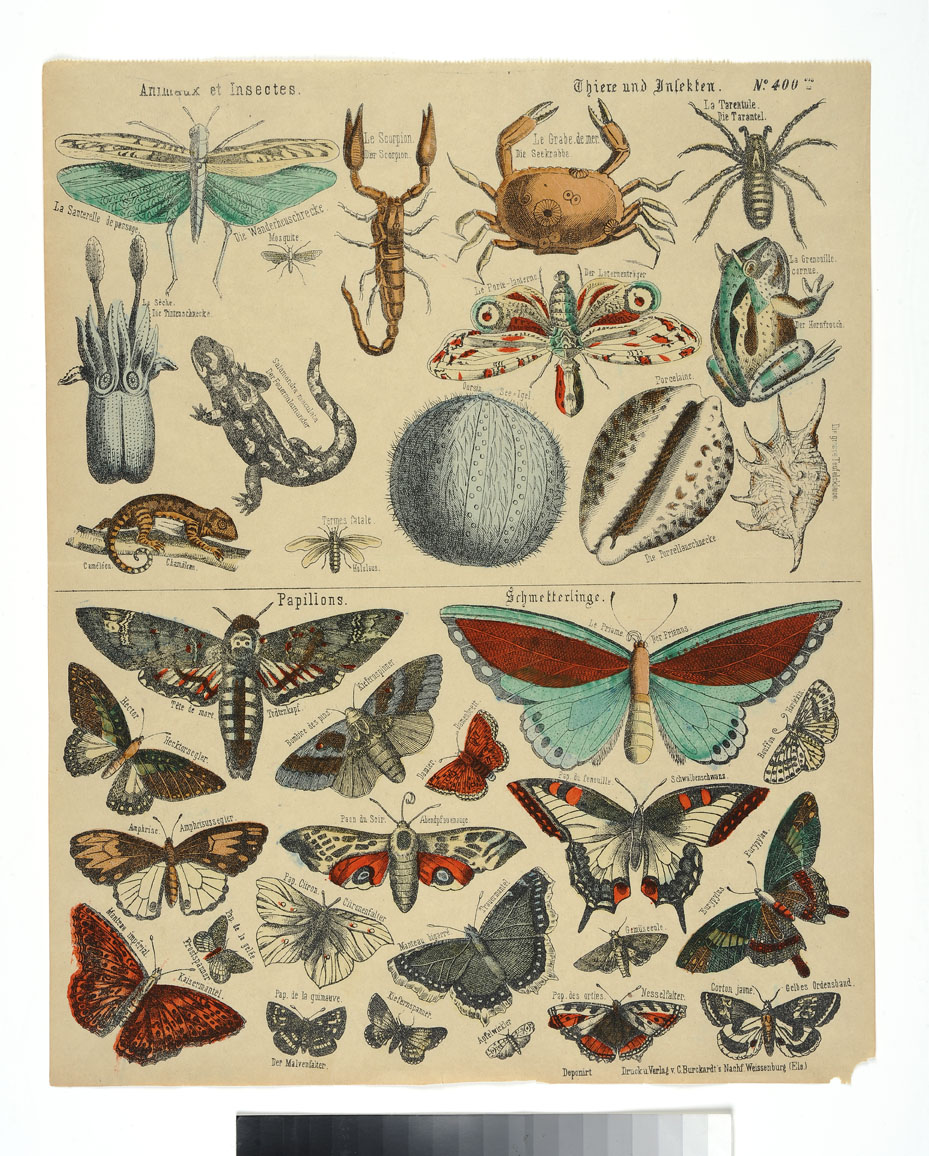
Panel pedagógico de insectos
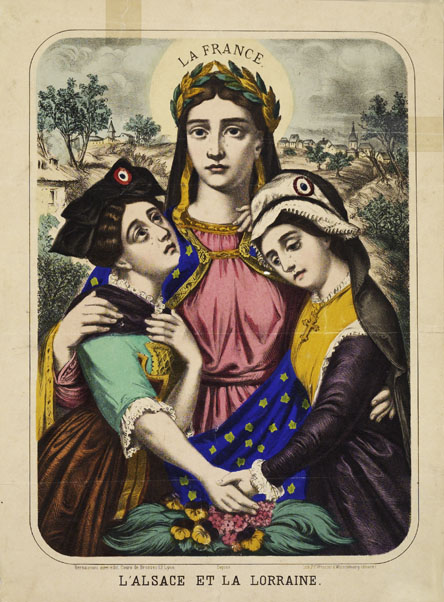
Imagen de la Francia protectora con las regiones perdidas
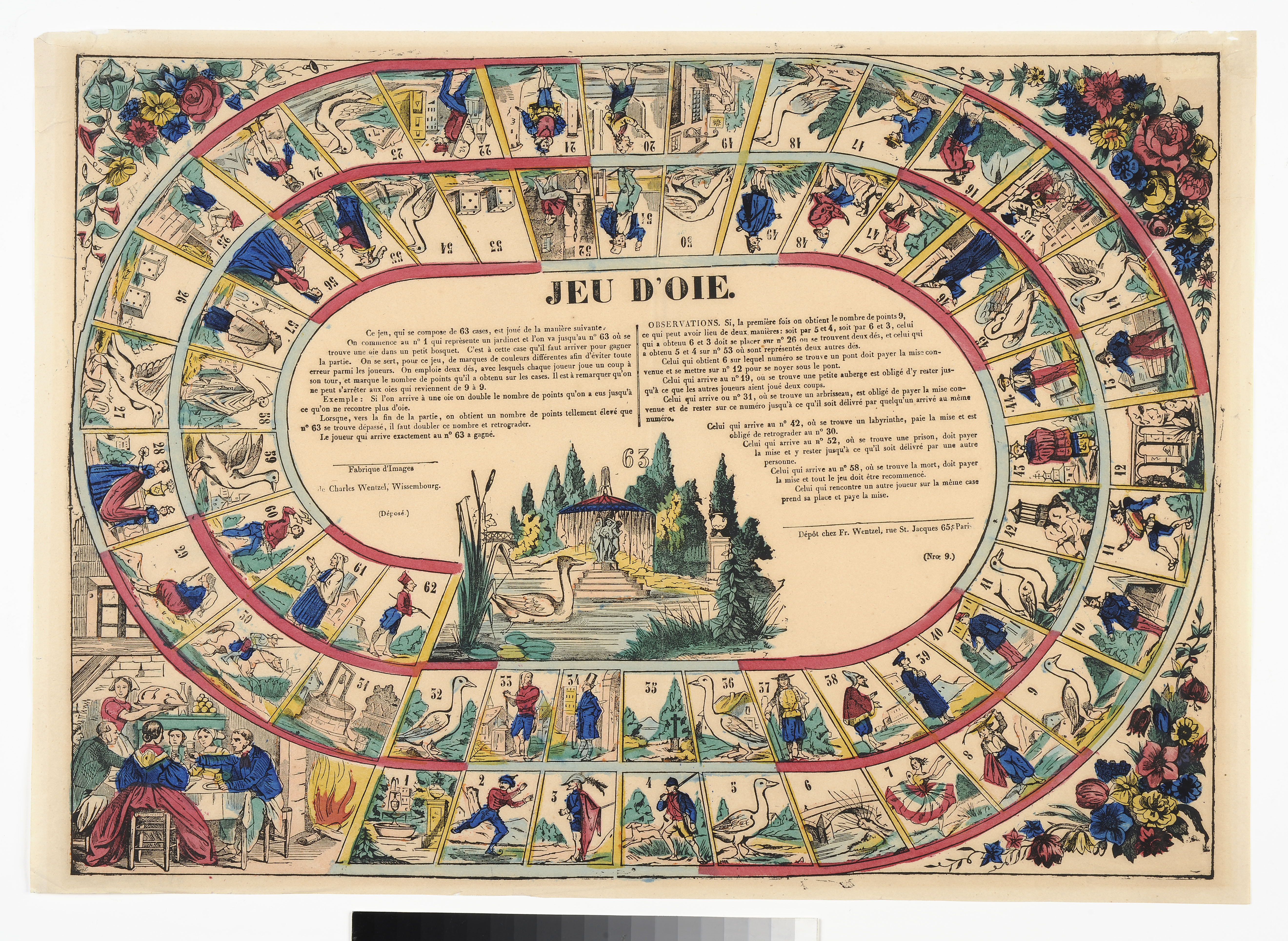
Juego de la oca de la imprenta de Wissembourg
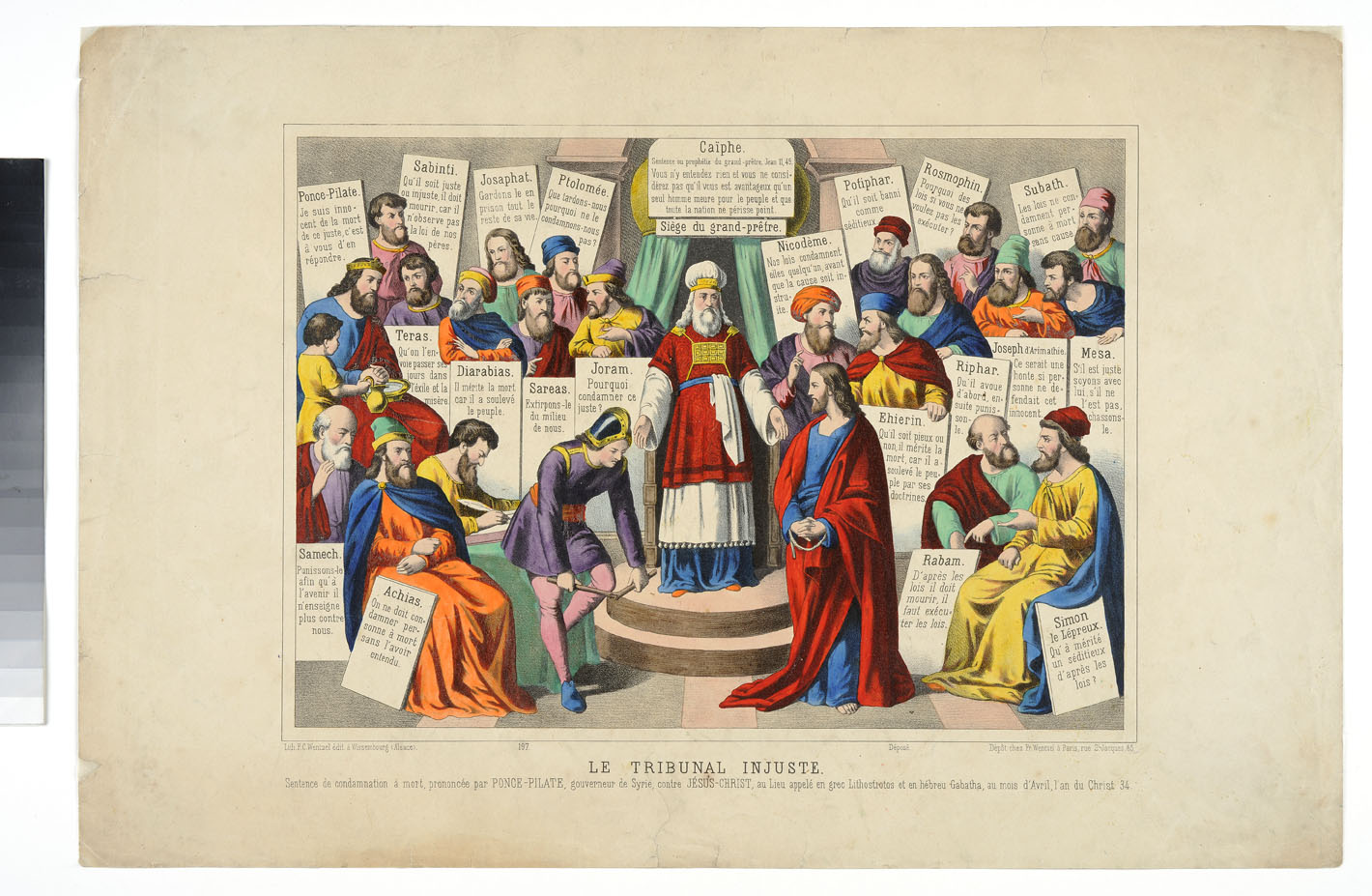
Jesús ante el Sanedrín
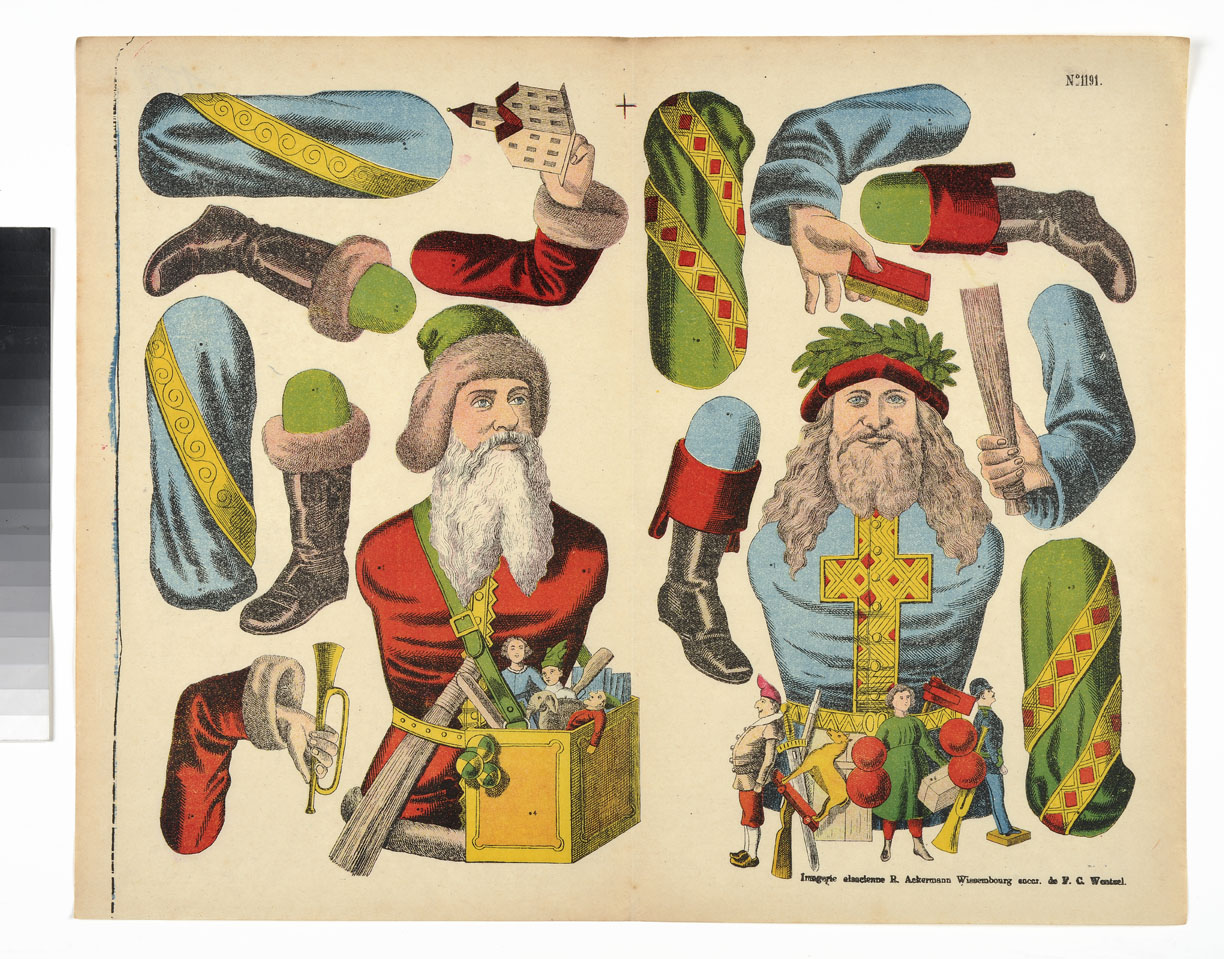
Marionetas de Wissembourg
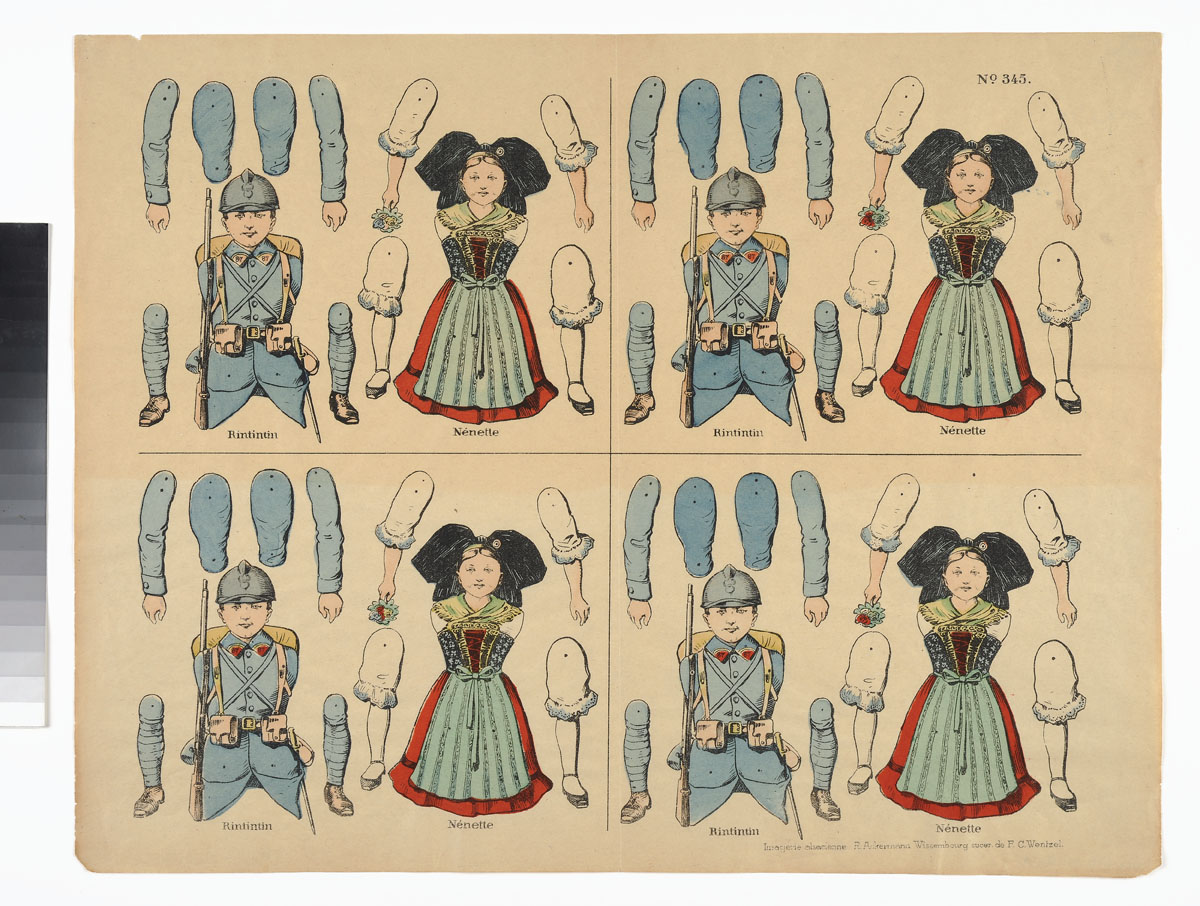
Personajes alsacianos recortables